# Русавский, Николай Александрович
Николай Александрович Русавский — советский хозяйственный, государственный и политический деятель, Герой Социалистического Труда.

## Биография
Родился в 1924 году в селе Юзефово. Член КПСС.
Участник Великой Отечественной войны, командир отделения стрелковой роты 270-го гвардейского стрелкового полка 89-й стрелковой дивизии 5-й Ударной армии. С 1947 года — на хозяйственной, общественной и политической работе. В 1947—1984 гг. — уполномоченный УМВД по Ульяновскому району Кировоградской области, председатель колхоза имени Карла Маркса Ульяновского района Кировоградской области Украинской ССР.
Указом Президиума Верховного Совета СССР от 8 декабря 1973 года присвоено звание Героя Социалистического Труда с вручением ордена Ленина и золотой медали «Серп и Молот».
Умер после 1992 года.